# Georges Joseph N'Goan
Georges Joseph N'Goan (né le 23 avril 1948) est un avocat d’affaires ivoirien. Président de la fédération ivoirienne de tennis, il est depuis mai 2022, le président du comité national olympique de Côte d'Ivoire.

## Biographie
Georges Joseph N'Goan est né le 23 avril 1948 en Côte d'Ivoire. Titulaire d'un certificat d'avocat professionnel, il devenu avocat en droit des affaires. En 2003, il est élu président de la fédération ivoirienne de tennis. Par la suite, il intègre la commission juridique de la confédération africaine de tennis en tant que membre. En 2018, il intègre le comité exécutif du comité national olympique ivoirien en tant que vice-président sous la présidence de Lassana Palenfo. En avril 2022, à la suite d'une assemblée générale, il est élu président dudit comité,,,. Il prit fonction en mai 2022.